# اس‌ام‌اس رگنسبورگ
اس‌ام‌اس رگنسبورگ (به انگلیسی: SMS Regensburg) یک کشتی بود که طول آن ۱۴۲٫۷ متر (۴۶۸ فوت ۲ اینچ) بود. این کشتی در سال ۱۹۱۴ ساخته شد.